# Sangihegråfågel
Sangihegråfågel (Edolisoma salvadorii) är en fågel i familjen gråfåglar inom ordningen tättingar.

## Utseende och läte
Sangihegråfågeln är en traststor grå tätting. Hanen är mörkt skiffergrå på ryggen och svartaktig under. Honan är grå på ryggen och kraftigt tvärbandad på den ljusa undersidan. Lätena är dåligt kända.

## Utbredning och systematik
Sangihegråfågeln delas in i två underarter med följande utbredning:
- Edolisoma salvadorii talautensis – förekommer på Talaudöarna (Salebabu, Karakelong och Kaburuang)
- Edolisoma salvadorii salvadorii – förekommer på Sangihe Island (utanför norra Sulawesi)

Arten inkluderades tidigare i sulawesigråfågeln (Edolisoma morio), men urskildes 2024 som egen art baserat på skillnader i framför allt honans fjäderdräkt samt genetik.

### Släktestillhörighet
Den liksom flertalet taxa placerades tidigare i Coracina, men DNA-studier visar att det släktet är parafyletiskt visavi drillfåglarna i Lalage.

## Levnadssätt
Sangihegråfågeln hittas i skogar och andra beskogade miljöer i låglänta områden och förberg. Den ses enstaka eller i par i trädtaket. 

## Status
IUCN urskiljer den inte som egen art, varför dess hotstatus ej bestämts.